# IP5: L'île aux pachydermes
IP5: L'île aux pachydermes es un largometraje francés de 1992 dirigido por Jean Jacques Beineix.

## Argumento
La película cuenta la historia de dos grafiteros marginales, Tonny y Jockey. Este último tiene un padre alcohólico y Durante el coma etílico del padre de Jockey, Tony conoce a una joven enfermera, Gloria, de la que se enamora, pero Gloria lo rechaza y le inventa que se fue a Tolousse. Los dos jóvenes recorren Francia buscando a Gloria, durante el viaje y mientras roban un vehículo conocen a un anciano que viaja por Francia con una mochila y un mapa con todos los lagos rodeados de un círculo rojo. También lleva una pistola con tres balas en el cargador.